# Джон Іллслі
Джон Іллслі (англ. John Illsley, 24 червня 1949 Лестер, Англія) — британський музикант, прославився як бас-гітарист, домігся світового успіху в складі групи Dire Straits. Іллслі був одним із засновників Dire Straits і справив значний вплив на формування їхнього музичного стилю. До моменту розпаду групи в 1995 році він залишився єдиним учасником оригінального складу крім беззмінного лідера групи Марка Нопфлера. Також записав шість сольних альбомів.

## Особисте життя
Іллслі живе в Гемпширі зі своєю другою дружиною Стефані та чотирма дітьми. Також проводить час у своєму будинку в Провансі, Франція. Він є власником місцевого пабу «East End Arms», розташованого в селі Іст-Енд між Лаймінгтоном і Больє, і який критики зарахували до «П’ятдесяти найкращих пабів у Британії». Є партнером у двох готелях: The Master Builder's House Hotel біля Бол’є та The George Hotel на острові Вайт. 
Іллслі —  художник, і перша виставка його робіт була показана в галереї Невіла Кітінга Макілроя, Пікерінг Плейс, Лондон у 2007 році.
У серпні 2014 року Іллслі був одним із 200 громадських діячів, які підписали лист до The Guardian, виступаючи проти незалежності Шотландії напередодні вересневого референдуму з цього питання.
У 2019 році з’явився в останньому епізоді серіалу BBC Rick Stein’s Secret France, де він обідав із Ріком Стайном у ресторані неподалік від його дому в Провансі.
У листопаді 2021 року опублікував автобіографію My Life in Dire Straits.

## Дискографія

### У складі Dire Straits
- 1978 —   Dire Straits
- 1979 —  Communiqué
- 1980 —  Making Movies
- 1982 —  Love over Gold
- 1985 —  Brothers in Arms
- 1991 —  On Every Street

### Сольна
- 1984 —  Never Told a Soul
- 1988 —  Glass
- 2007 —  Live in Les Baux de Provence  (з Cunla і Грегом Перлом)
- 2008 —  Beautiful You  (з Грегом Перлом)
- 2010 —  Streets of Heaven
- 2014 —  Testing the Water
- 2015 —  Live in London  (концертний)
- 2016 — Long Shadows